# Google Stadia
Stadia (/ˈsteɪdiə/ stay-DEE-ə) a fost un serviciu de cloud gaming, operat de Google, susținând că este capabil să transmită utilizatorilor jocuri prin intermediul numeroaselor centre de date de pe tot globul, capabil să poată transmită jocuri video de până la rezoluția 4K la 60 de cadre pe secundă, cu suport dinamic. Acesta va fi accesibil prin browserul web Google Chrome, dar și pe smartphone-uri și tablete.

## Software-ul
Google Stadia este construit pe servere ce rulează Linux, iar Vulkan este API-ul lor grafic. 